# カステル・デル・ピアーノ
カステル・デル・ピアーノ（伊: Castel del Piano）は、イタリア共和国トスカーナ州グロッセート県にある、人口約4,800人の基礎自治体（コムーネ）。

## 地理

### 位置・広がり

#### 隣接コムーネ
隣接するコムーネは以下の通り。括弧内のSIはシエーナ県所属を示す。
- アッバディーア・サン・サルヴァトーレ (SI)
- アルチドッソ
- カスティリオーネ・ドルチャ (SI)
- チニジャーノ
- モンタルチーノ (SI)
- サンタ・フィオーラ
- セッジャーノ

### 気候分類・地震分類
カステル・デル・ピアーノにおけるイタリアの気候分類 (it) および度日は、zona E, 2199 GGである。
また、イタリアの地震リスク階級 (it) では、zona 3 (sismicità bassa) に分類される。